# Paličkovice nachová
Paličkovice nachová (Claviceps purpurea) je jedovatá vřeckovýtrusná houba z čeledi paličkovicovité, která tvoří podhoubí (mycelium) v semeníku lipnicovitých rostlin a mění jej v tmavý tvrdý útvar (sklerocium), tzv. námel. Sklerocia obsahují farmaceuticky využitelné alkaloidy. Mohou být také původcem onemocnění zvaného ergotismus.

## Jméno
Paličkovice nachová si vysloužila velké množství lidových pojmenování. Často bývá označována jako námel, černidlo, svaté žito, svatý oheň nebo oheň svatého Antonína.

## Popis

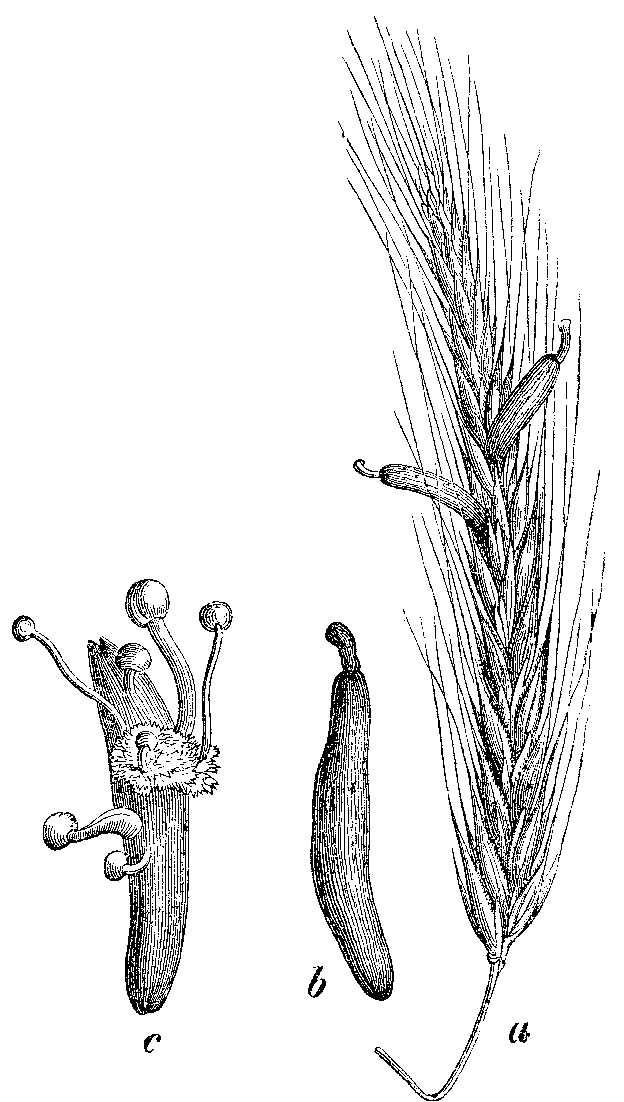
a) sklerocium na žitu; b) volné sklerocium; c) sklerocium s paličkovitými stromaty

Tato vřeckovýtrusná cizopasná houba vytváří stopkovité paličkovité útvary (stromata) s početnými plodničkami. Stroma je tvořeno sterilní stopkovitou částí a fertilní kulovitou fialově zbarvenou částí. Ve stromatu jsou zanořeny kyjovitě rozšířené plodnice (perithecia), které ústí na povrch úzkými otvory. Uvnitř perithecií se nachází výtrusorodá vrstva tvořená vřecky (asci) a vrstva neplodných podpůrných vláken. V každém vřecku se nachází osm jednobuněčných nitkovitých výtrusů (askospor), které zde vznikají meiotickým a následným mitotickým dělením. Semeníky napadené rostliny se transformují zbytněním pletiv do struktury tmavě fialového až černého útvaru zvaného sklerocium. Sklerocia představují v životním cyklu paličkovice trvalé (rigidní) stadium, v němž houba setrvává po dobu nepříznivých podmínek.

## Životní cyklus

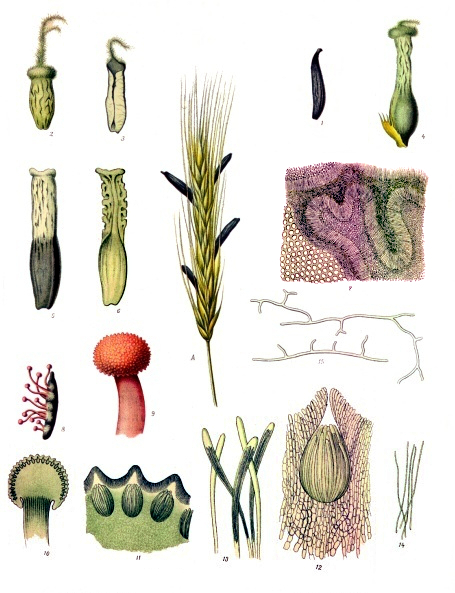
Jednotlivé fáze životního cyklu paličkovice nachové: A) klas žita se sklerocii ve skutečné velikosti; 1) zralé sklerocium; 2) semeník pokrytý houbovým myceliem; 3) semeník pokrytý houbovým myceliem v podélném řezu; 4)semeník v počátku změny ve sklerocium; 5) napadený semeník v jiném stupni vývoje; 6) napadený semeník v podélném řezu; 7) mycelium s konidiofory a konidiemi, 8) sklerocium se stromaty; 9) stroma v detailu; 10) stroma v podélném řezu; 11) zvětšený řez stromatem; 12) detail perithecia; 13) zvětšené válcovité spory; 14) válcovité spory; 15) klíčení spor v mycelium

Paličkovice cizopasí především v mladých semenících žita, ale i ječmene, pšenice a dalších druhů travin.

### Primární infekce
K primární infekci dochází v období květu koncem jara až začátkem léta. Askospory se zachytí na bliznách pestíků a vyklíčí v hyfy. Hyfy prorůstají do semeníku a rozrůstají se v něm v husté mycelium. Uvnitř mycelia se zakládají drobné komůrky vystlané konidiofory, které produkují nepohlavní konidie. Odškrcené konidie jsou vylučovány na povrch semeníku s kapičkami sladké šťávy (medovice), která je silným lákadlem pro hmyz.

### Sekundární infekce
Hmyz tak přenáší konidie hojně obsažené ve šťávě na další květy a stává se původcem sekundární infekce. Prorůstající houbová vlákna postupně mění samotný semeník ve sklerocium. Sklerocium se odděluje od hostitelské rostliny a zimu přečkává na povrchu půdy nebo v ní. V následujícím roce na jaře z něho opět vyrůstají hlavičkovitá stromata. Uvnitř fertilní části stromat se vytvářejí drobné dutinky, do nichž pronikají hyfy diferencované v pohlavní orgány – samičí askogon a samčí antheridium. Přiložením antheridia k askogonu dojde k plazmogamii s následným dělením jader. Vznikají askogenní hyfy, na jejichž koncích se tvoří vřecka. Vřecka obsahují askospory, které celý cyklus započnou znovu.

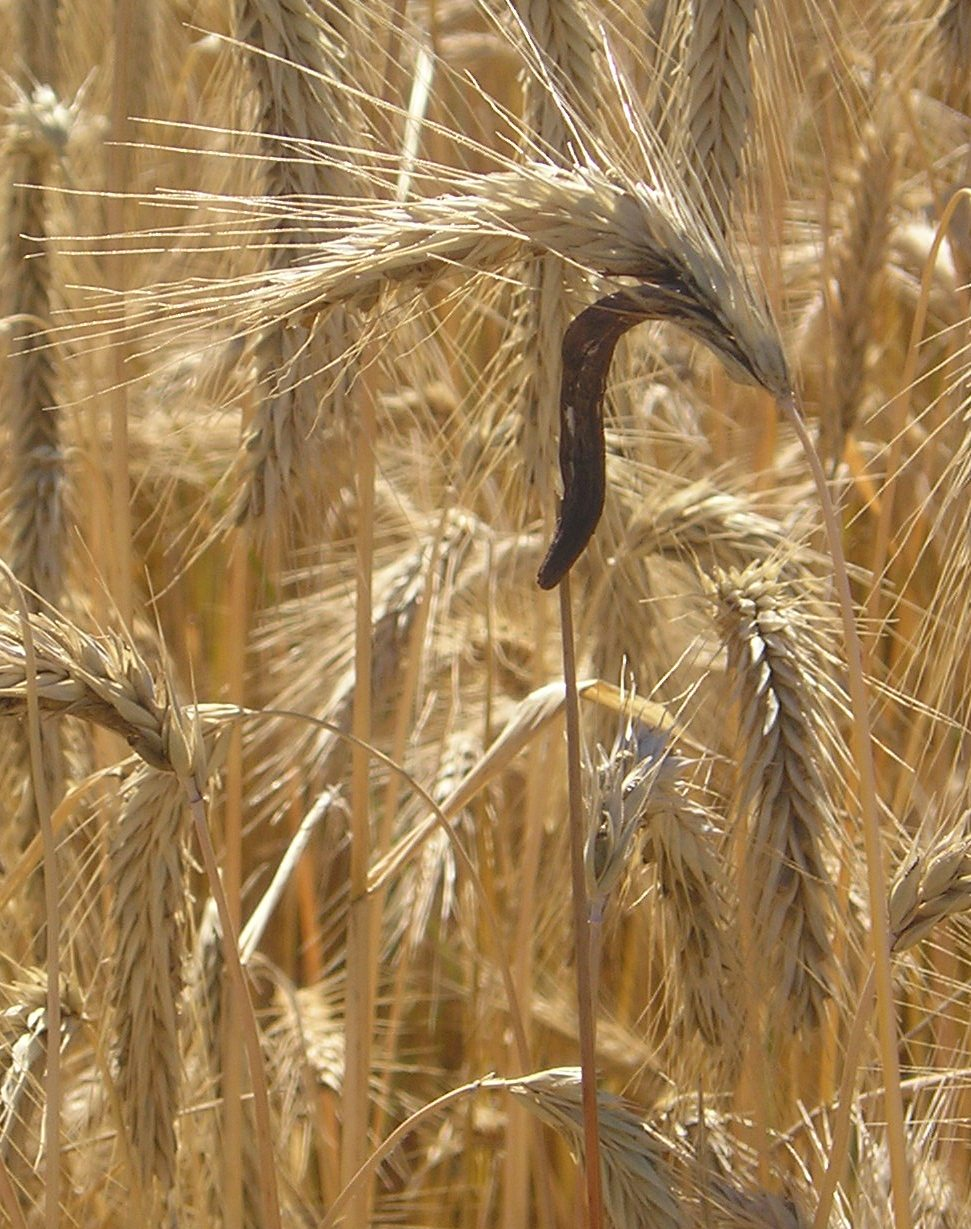
Žito napadené paličkovicí nachovou

## Výskyt
Jedná se o kosmopolitní houbu, hojně rozšířenou hlavně v Evropě. Dobře se množí v teplém a vlhkém prostředí.

## Pěstování
V současnosti se námel pěstuje jen na uměle infikovaných a speciálně upravených žitných porostech. Podle nejnovějších technologií kultivace lze pěstovat námel také v laboratorních podmínkách na živných médiích. Takto vyšlechtěné kmeny paličkovice produkují jednotlivé alkaloidy nebo jejich směs ve výhodném poměru. Pěstování námele na očkovaných kulturách žita započalo ve 30. letech 20. století ve Švýcarsku. Hlavními producenty námelových alkaloidů jsou dnes kromě Švýcarska také Německo, Itálie a Česko.[zdroj?]

## Obsahové látky
Sklerocium je zdrojem velkého počtu alkaloidů. V námelu se jich objevuje více než čtyřicet. Jejich zastoupení se liší v závislosti na lokalitě pěstování. Jedná se o alkaloidy dvou strukturních typů – derivátů kyseliny lysergové (jednoduchých amidů a peptidových alkaloidů především ergotaminové, ergotoxinové a ergostinové řady) a klavinových alkaloidů. Přítomny jsou i další látky, například acetylcholin, aminy, oleje a barviva (sklererythrin, ergochrysin, ergoflavin).

## Riziko nákazy
V České republice je v důsledku dodržování zásad správné zemědělské praxe, nařízených Ministerstvem zemědělství ČR, možnost nákazy ergotismem minimální. Nákaza však není zcela vyloučena při hrubém porušení zemědělské a technologické praxe v pěstování a následném zpracování obilovin. Jisté riziko představují také obilné výrobky produkované v zemích, jejichž zemědělství a jeho kontrola se nacházejí na nedostatečné úrovni.[zdroj⁠?!] Námelové alkaloidy jsou termolabilní a vlivem pečení či jiné tepelné úpravy dochází k jejich redukci o 50–86 %.[zdroj?]

## Účinky námelových alkaloidů
V léčebných dávkách působí na nervová zakončení a hladké svaly krevních cév a mohou tak zastavovat krvácení (např. poporodní krvácení). Mimoto vyvolávají i stahy děložního svalstva. Při těžké otravě způsobují silné křeče, zvracení, bolesti hlavy, pomatenost a dokonce i smrt.

## Využití
Námelové alkaloidy našly uplatnění především v lékařství. Hojně se využívají v gynekologii, porodnictví a interním lékařství a též v některých lécích proti migréně. Jsou také výchozí látkou pro výrobu LSD, které nachází uplatnění v psychiatrii.

## Historie

### Úloha námele v eleusinských mystériích
Už ve starověku, v řeckém chrámu v Eleusis poblíž Athén, kde se konaly mystické obřady, našel námel své uplatnění. Eleusinská mystéria byla spojena s kultem bohyně úrody a plodnosti Démétér. Součástí těchto obřadů bylo zasvěcení, jehož zakončením bylo popíjení rituálního nápoje zvaného kykeón. Tvořila jej směs vody, ječmene a koření. Účastnící po vypití nápoje pociťovali nezapomenutelné fyzické i mystické prožitky, doprovázené tělesným třesem a závratěmi, způsobené intoxikací alkaloidy.

### Epidemie
Až s nástupem křesťanství došlo v Evropě k rozsáhlejšímu pěstování žita. Především na venkově se v důsledku požívání mouky znečištěné námelem značně rozšířily otravy. Tyto otravy si ve středověku vyžádaly tisíce obětí a postupem času přerůstaly v epidemie. Z této doby jsou popsány dva typy onemocnění: konvulzivní formu (ergotismus convulsivus), objevující se častěji v severovýchodní Evropě, a sněť (ergotismus gangraenosus), která byla častější v jihozápadní Evropě. Onemocnění gangrenózní formou ergotismu bylo považováno za boží trest a označováno jako Ignis sancti Antonii neboli oheň sv. Antonína.
Příčinu těchto epidemií objasnil francouzský lékař Louis Thuillier v roce 1676.[zdroj?] V době středověku mlynáři často rozdělovali mouku pro bohatší zákazníky a pro chudinu. Mouka pro chudinu běžně obsahovala 6–10 % námele. V dnešní době je jako zdraví škodlivý stanoven obsah 0,2 % námele. Po objevu příčiny epidemií se zvýšila kontrola mouky ve mlýnech a počty otrav začaly klesat.